# Batalla de Nibley Green
La batalla de Nibley Green es va lliurar el 20 de març de 1469 (els historiadors moderns datarien la batalla el 1470 - previ a l'adopció del calendari Gregorià, a Anglaterra l'inici de l'any nou era el 25 de març; com la batalla es va lluitar el 20 de març, va caure a l'any anterior), entre les tropes de Thomas Talbot, segon vescomte de Lisle i William Berkeley, segon baró de Berkeley. Aquesta fou l'última batalla dins d'Anglaterra enterament entre els exèrcits privats de senyors feudals.

## Preludi
Lisle i Berkeley tenien una llarga disputa sobre l'herència del Castell i altres terres altres de Thomas de Berkeley. Lisle va desafiar Berkeley a una batalla i aquest va acceptar. L'enfrontament es va lliurar l'endemà a Nibley Green.
En el poc temps disponible, Lisle només va poder reunir el seus vassalls, pobrament equipats. Berkeley, tanmateix, disposava del destacament del Castell i va ser reforçat pels homes del seu germà, Maurice Berkeley, tercer Baró de Berkeley i un cos de miners del Forest of Dean. Això li va donar un avantatge considerable en números, aproximadament 1,000 a 300. Philip Mede de Wraxall, un noble i alcalde de Bristol el 1459, 1462 i 1469, també va enviar alguns homes per lluitar al costat de Berkeley, ja que la seva filla Isabel s'havia casat amb Maurice Berkeley.

## Batalla
Lisle va ordenar els seus homes en un càrrega frontal contra les tropes de Berkeley, quan aquestes van emergir del bosc. Els arquers de Berkeley van obrir foc, desbaratant la càrrega. Un dels arquers anomenat "Black Will", va encertar Lisle en el temple esquerre a través de la seva visera oberta i aquest va caure del cavall, quedant en mans d'uns quants auxiliars dels arquers de Berkelet que el van apunyalar amb les seves dagues. El seu exèrcit va fugir.

## Fets posteriors
Amb l'exèrcit de Lisle dispersat, Berkeley va avançar fins Wotton-under-Edge i el va saquejar.